# Loděnice (Berouni járás)
Loděnice település Csehországban, a Berouni járásban. Loděnice Vráž, Svatý Jan pod Skalou, Vysoký Újezd, Lužce, Chrustenice, Bubovice és Nučice településekkel határos. Lakosainak száma 2076 fő (2024. január 1.).

## Népesség
A település lakosságának változását az alábbi diagram mutatja:
| Lakosok száma | 561  | 880  | 1472 | 1367 | 1503 | 1520 | 1826 | 2002 | 2008 | 2076 |
|               | 1869 | 1890 | 1921 | 1950 | 1980 | 2001 | 2017 | 2019 | 2022 | 2024 |

## Gazdasága, ipara
A Prágához közeli kisváros mára a bakelit lemezek európai központjává nőtte ki magát. A CD lemez elterjedésével országszerte megszűntek a hanglemezgyárak, azonban néhány lelkes bakelitrajongó öt présgépet megőrzött egy garázsban, és GZ Media néven kezdték el préselni a lemezeket. Kezdetben csupán kisebb megrendeléseket kaptak, azonban a nagy nyugati kiadók felfedezték az olcsón dolgozó csehországi üzemet, és egyre több megrendelést kapott a cég. Így már Bob Dylan, David Bowie, vagy az U2 zenekar lemezei is itt készülnek, sőt néhány limitált díszdobozos kiadvány is mint a The Who zenekar kollekcióját is itt préselik a gyárban. Az üzem nyeresége folyamatosan növekszik mely 2013-ig 1,8 milliárd cseh koronát termelt.

## Nevezetességek
Loděnicében forgatták Jiří Menzel Szigorúan ellenőrzött vonatok című Oscar-díjas filmjét.